# Investiture de Georges Pompidou
L'investiture de Georges Pompidou de 1969 désigne l'ensemble des évènements relatifs à la passation des pouvoirs entre Alain Poher et Georges Pompidou l'issue de l'élection présidentielle française de 1969. Elle marque le début de la présidence de Georges Pompidou (1969-1974).

## Contexte
Charles de Gaulle a démissionné après l'échec du référendum constitutionnel français de 1969 sur la régionalisation du Sénat. Alain Poher, président du Sénat, lui succède en tant que président par intérim jusqu'à ce qu'un nouveau président de la République ne soit élu. Georges Pompidou bat Alain Poher à l'élection présidentielle de 1969, et est ainsi élu le 15 juin 1969. Le Conseil constitutionnel le proclame le 19 juin.
Le dernier président élu ayant démissionné, c'est Alain Poher, ancien concurrent de Pompidou, qui doit l'accueillir. Aucun président de la Cinquième République ne sera accueilli à l’Élysée par son prédécesseur immédiatement élu jusqu'à l'investiture de François Mitterrand en 1981. 

## Cérémonie
La cérémonie d'investiture de Georges Pompidou a lieu le vendredi 20 juin à 11h, soit cinq jours après son élection. Le président est conduit par la DS présidentielle du siège de sa campagne, boulevard de La Tour-Maubourg, au palais de l'Élysée. Le Premier ministre Maurice Couve de Murville est assis à sa gauche, avec lui dans la voiture, afin de marquer la continuité du pouvoir.
Alain Poher accueille Pompidou depuis les marches du palais, et l'entraîne jusqu'à la salle des fêtes. 
Du fait de son départ, et des tensions avec son ancien Premier ministre, Charles de Gaulle ne souhaite pas se rendre à la cérémonie. Le président du Conseil constitutionnel Gaston Palewski proclame l'élection, et Georges Pompidou signe le procès verbal, devenant effectivement président. Dans son discours d'intronisation, il rend hommage à Charles de Gaulle, affirmant que « Mon devoir m'est tracé par son exemple ».
Le président élu part dans l'après-midi déposer une gerbe sur la tombe du Soldat inconnu et rentre à l’Élysée. Un communiqué du palais annonce la nomination, dans la soirée, de Jacques Chaban-Delmas comme Premier ministre.